# 布埃諾斯艾雷斯縣

布埃諾斯艾雷斯縣在蓬塔雷納斯省的位置

布埃诺斯艾雷斯县（西班牙語：Cantón de Buenos Aires），是哥斯達黎加蓬塔雷納斯省的縣份，位於該國西部，首府設於布埃诺斯艾雷斯，始建於1940年7月29日，面積2,384.22平方公里，海拔高度361米，2011年人口45,244人，人口密度每平方公里18.98人。
9°5′20″N 83°16′7″W / 9.08889°N 83.26861°W